# Poplaca
Poplaca là một xã thuộc hạt Sibiu, România. Dân số thời điểm năm 2002 là 1779 người.